# Buddhizmus Olaszországban

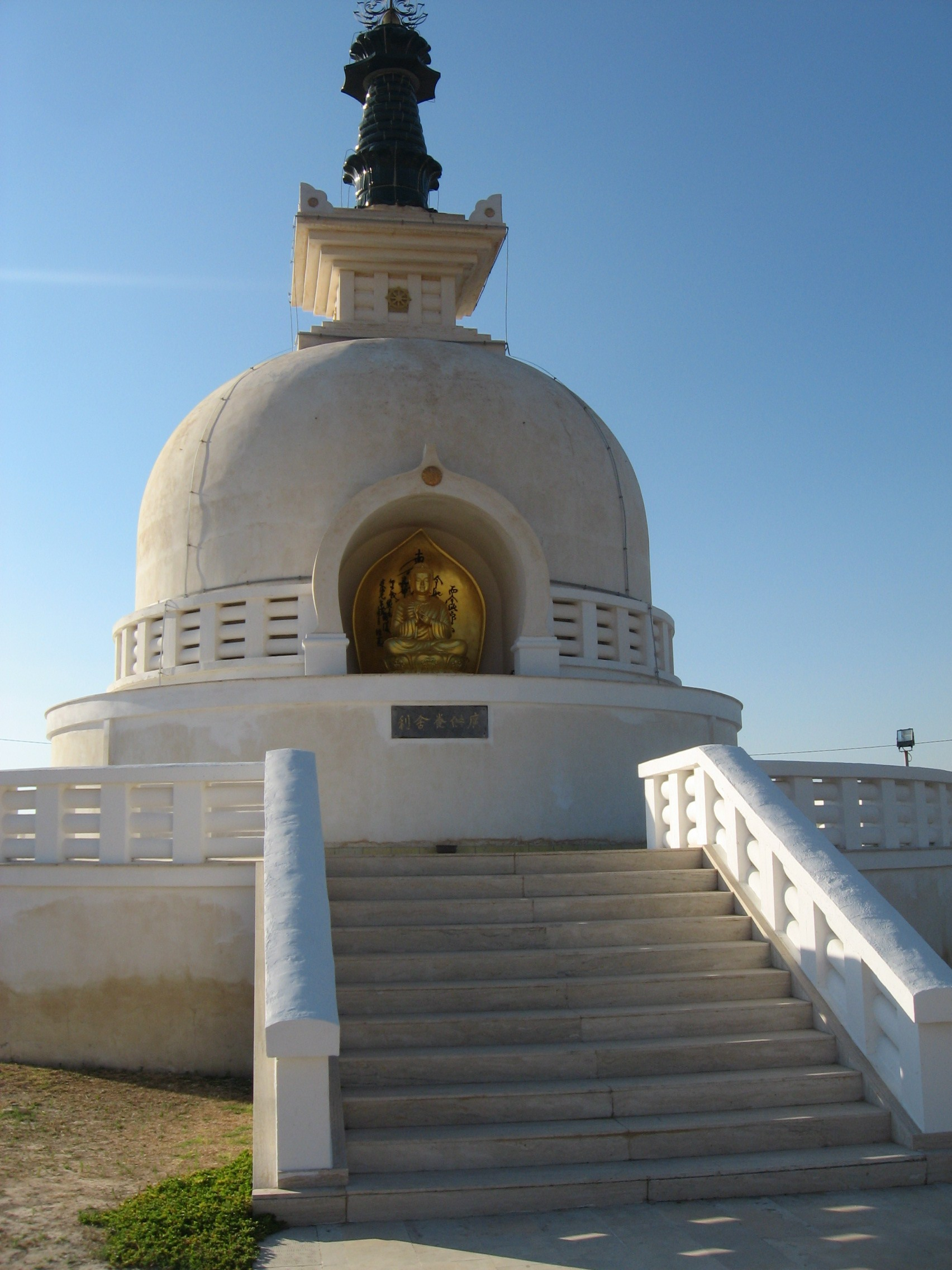
Béke pagoda Comiso településen

A buddhizmus Olaszországban a harmadik legnépszerűbb vallás a keresztény és az iszlám után. A Caritas Italiana szerint az országban 160 000 fő vallja magát buddhistának, amely a teljes lakosság mintegy 0,3%-a.

## Története
Az 1960-as években kezdődött a buddhisták jelenléte Olaszországban, ekkor tettek először kísérletet buddhista központ létrehozására. Az egyik legrégibb Engaku Taino és Taiten Guareschi központja. 1960-ban alapították az Olasz Buddhista Szövetséget (Associazione Buddhista Italiana), és 1967-től került kiadásra a Tudományos buddhizmus (Buddhismo Scientifico) című kiadvány.
1984-1989 között a Thubten Yeshe és Tubten Zopa Rinpocse által alapított, a mahájána hagyomány megőrzéséért létrehozott alapítvány a Congkapa Láma Intézetben (Istituto Lama Tzong Khapa) volt Pomaia községben.
Az 1985-ben Milánóban alapított Olasz Buddhista Unió (UBI) az Európai Buddhista Unió tagja. 1991-ben az olasz kormány is elismerte a szervezetet, és 2007-ben az olasz alkotmány nyolcadik cikkelye értelmében az egyezmény törvényi hatályba lépett 2012-ben.
Az UBI elfogadott jogi személy, amely 44 központot felügyel Olaszországban a théraváda, a mahájána és a vadzsrajána irányzatokból. 
Olaszország legjelentősebb buddhista központjai közé tartozik a szótó zen központ Rómában, az Engaku Taino központja Orvietóban és a fővárosban, a théraváda buddhisták világi központja (alapító: Corrado Pensa), a legnagyobb zen központ és kolostor (Ensoji il Cerchio) Milánóban, Európa egyik legnagyobb tibeti buddhista központja Pomaia településen (Congkapa Láma Intézet). A vadzsrajánát többek között a kagyü iskola gyémánt út buddhista csoportja képviseli. Az UBI a japán nicsiren irányzat is képviselve van. A Cerestói Renkodzsi nevű nicsiren buddhista templom vezetője Sorjo Tarabini buddhista mester. A Nipponzan Mjohondzsi építtette Olaszország legnagyobb sztúpáját, a szicíliai Comisóban található Békesztúpát. 2014-ben a Honmon Butsurjú iskola is belépett az UBI tagjai közé, or HBS, az ő templomuk a Firenzében található Kofudzsi. 2015 júniusában a Szoka Gakkai Olasz Buddhista Intézetet hivatalos vallásként ismerték el az olasz alkotmányban.